# Passionens labyrint
Passionens labyrint  (spanska: Laberinto de pasiones) är en spansk dramakomedi från 1982 i regi av Pedro Almodóvar med svensk premiär 1990. 

## Handling
Sexilia (Cecilia Roth) är en punksångerska, nymfoman och dotter till en berömd gynekolog. Under en rockkonsert träffar hon Riza (Imanol Arias), son till ledaren av det fiktiva landet Tiran (som ska ligga i mellanöstern) som rymt till Madrid för att ha sex med andra män. Sexilia och Riza blir kära i varandra och deras kärlek förblir (till skillnad från en hel del andra av filmens konstellationer) platonisk tills slutscenen.  Dessutom är några terrorister ute efter Riza, och en av dem blir kär i Riza (till en början utan att veta om hans rätta identitet).

## Rollista i urval
- Sexilia - Cecilia Roth
- Riza Niro - Imanol Arias
- Toraya - Helga Liné
- Queti - Marta Fernández Muro
- Doktor - Fernando Vivanco
- Susana - Ofelia Angélica
- Eusebio - Ángel Alcázar
- Angustias - Concha Grégori
- Eusebios flickvän - Cristina Sánchez Pascual
- Fabio -  "Fany" McNamara
- Sadec - Antonio Banderas
- Tvättare - Luis Ciges

## Soundtrack
I filmen får man se en konsert, där det framförs två hela låtar:
- Suck It to Me

-Skriven av Pedro Almodóvar, Fabio McNamara och Bernardo Bonezzi
-Framförd av Almodóvar och McNamara
- Gran ganga

-Skriven av Pedro Almodóvar och Bernardo Bonezzi
-Framförd av Almodóvar och McNamara.